# 박종렬 (바둑 기사)
박종렬(朴鐘烈, 1953년 4월 26일 ~ 2020년 11월 3일)은 대한민국의 바둑 기사이다. 

## 약력
남산공업전수학교 건축과 재학 중 한-중-일 고교학생바둑대회에 참가하였고, 1973년 프로 바둑에 입단했다. 1985년 제21기 패왕전 본선에 진출했고, 1988년 제3기 신왕전에서 준우승을 차지했다. 1990년 4단으로 승단했고 1991년 제10기 KBS바둑왕전 본선과 1993년 제24기 명인전 본선에 진출했다. 2004년 제1기 전자랜드배 왕중왕전 봉황부 결승과 2005년 제5기 잭필드배 프로시니어기전 본선에 올랐다. 2007년 7월 5단으로 승단하였다. 2011년 제7기 원익배 십단전 본선에 진출했다. 2020년 폐암으로 숨졌다.